# Artūrs Plēsnieks
Artūrs Plēsnieks (Kroņauce, 21 de janeiro de 1992) é um halterofilista letão, medalhista olímpico.

## Carreira
Plēsnieks conquistou a medalha de bronze nos Jogos Olímpicos de Verão de 2020 em Tóquio, após levantar 410 kg na categoria masculina para pessoas com até 109 kg. Ele recebeu várias medalhas em competições de juniores, incluindo medalha de ouro no Campeonato Mundial de 2010.